# Rue Villaret-de-Joyeuse
La rue Villaret-de-Joyeuse est une voie située dans le quartier des Ternes du 17e arrondissement de Paris. 

## Situation et accès

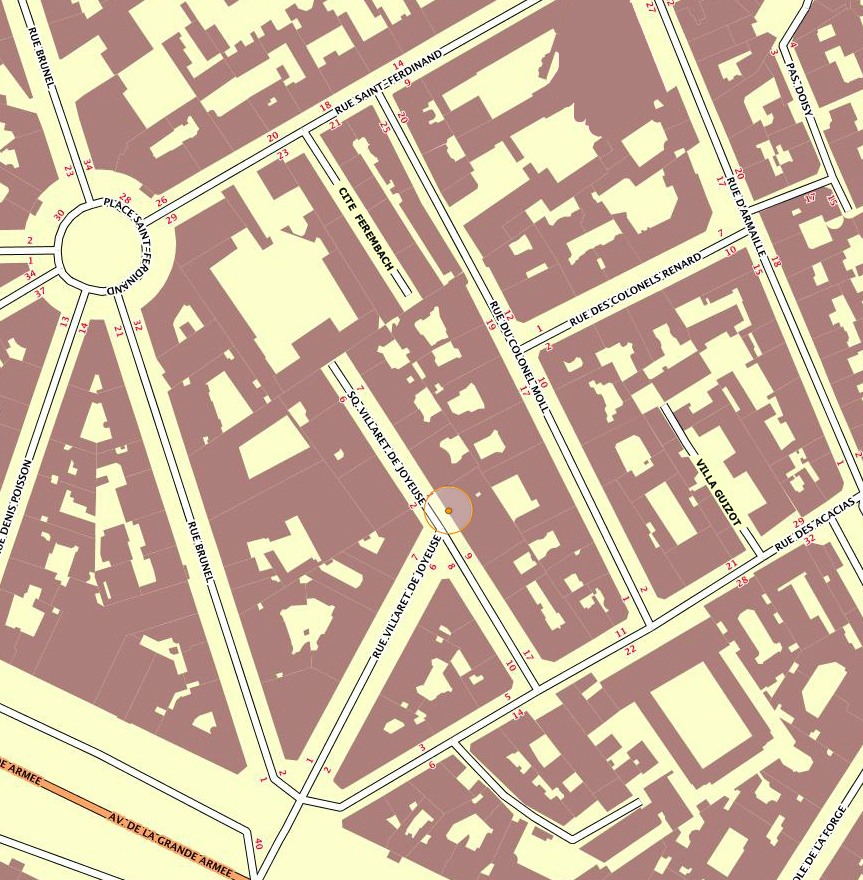
Plan montrant la situation de la rue.

Elle commence Place Yvon-et-Claire Morandat (au niveau du 40, avenue de la Grande-Armée et, faisant un angle de 300°, finit à quelques mètres de là au 5, rue des Acacias.
Cette voie a une forme unique en son genre puisqu'elle trace sa propre initiale en V. Si l'on y ajoute le square Villaret-de-Joyeuse qui en prolonge sa seconde moitié, elle forme un Y[réf. souhaitée], avec une numérotation fait apparaître le no 1 de l'impasse vis-à-vis du no 7 de la rue et jouxte son no 9.

## Origine du nom
Elle porte le nom de l'amiral Louis Thomas Villaret de Joyeuse (1747-1812) qui fut l'un des principaux marins du Consulat et de l'Empire.

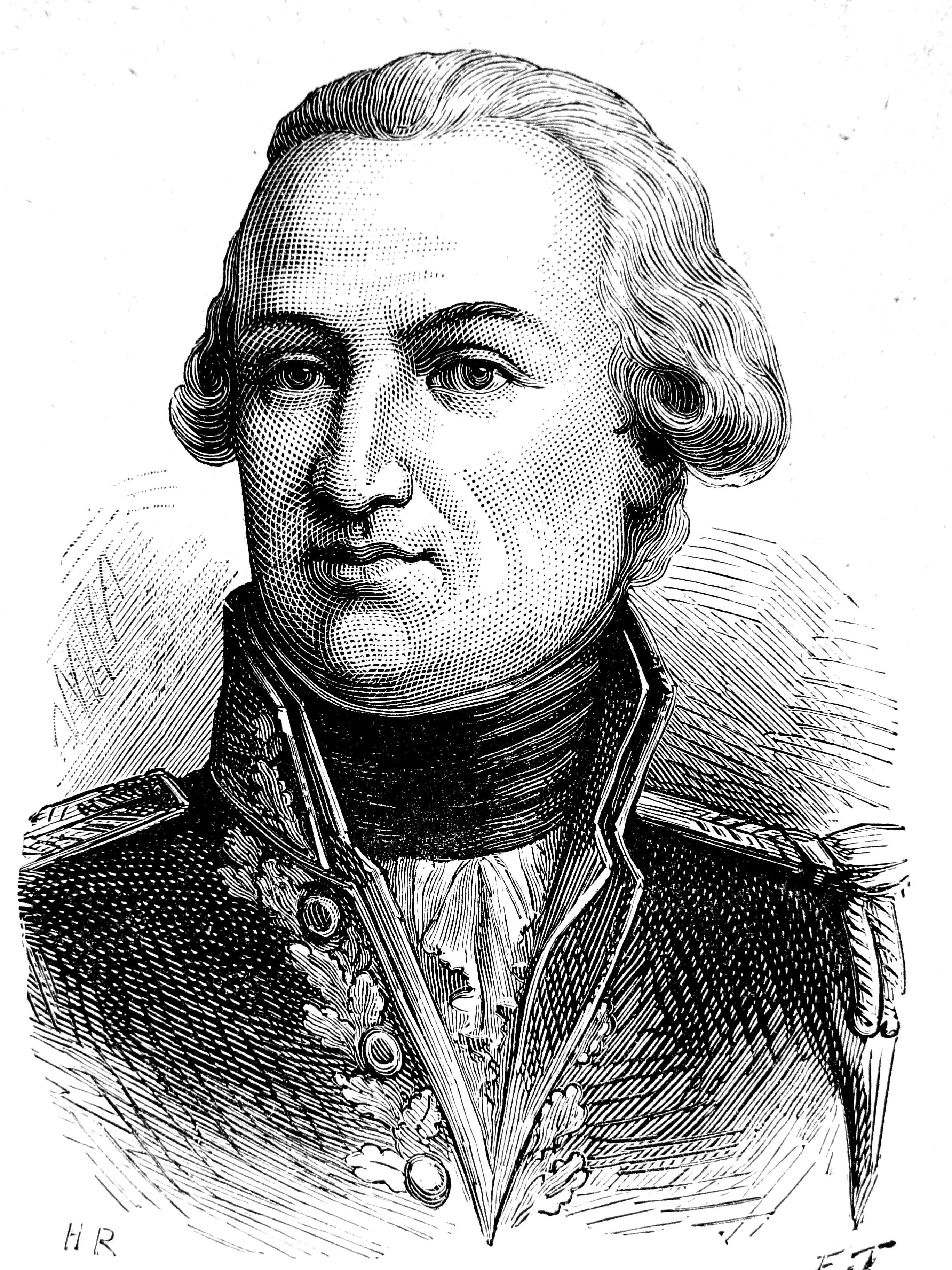
Amiral Villaret de Joyeuse.

Amiral de la flotte française, il participa notamment à la troisième bataille d'Ouessant et à la bataille de Groix. Son nom est inscrit sur l'Arc de Triomphe.

## Historique

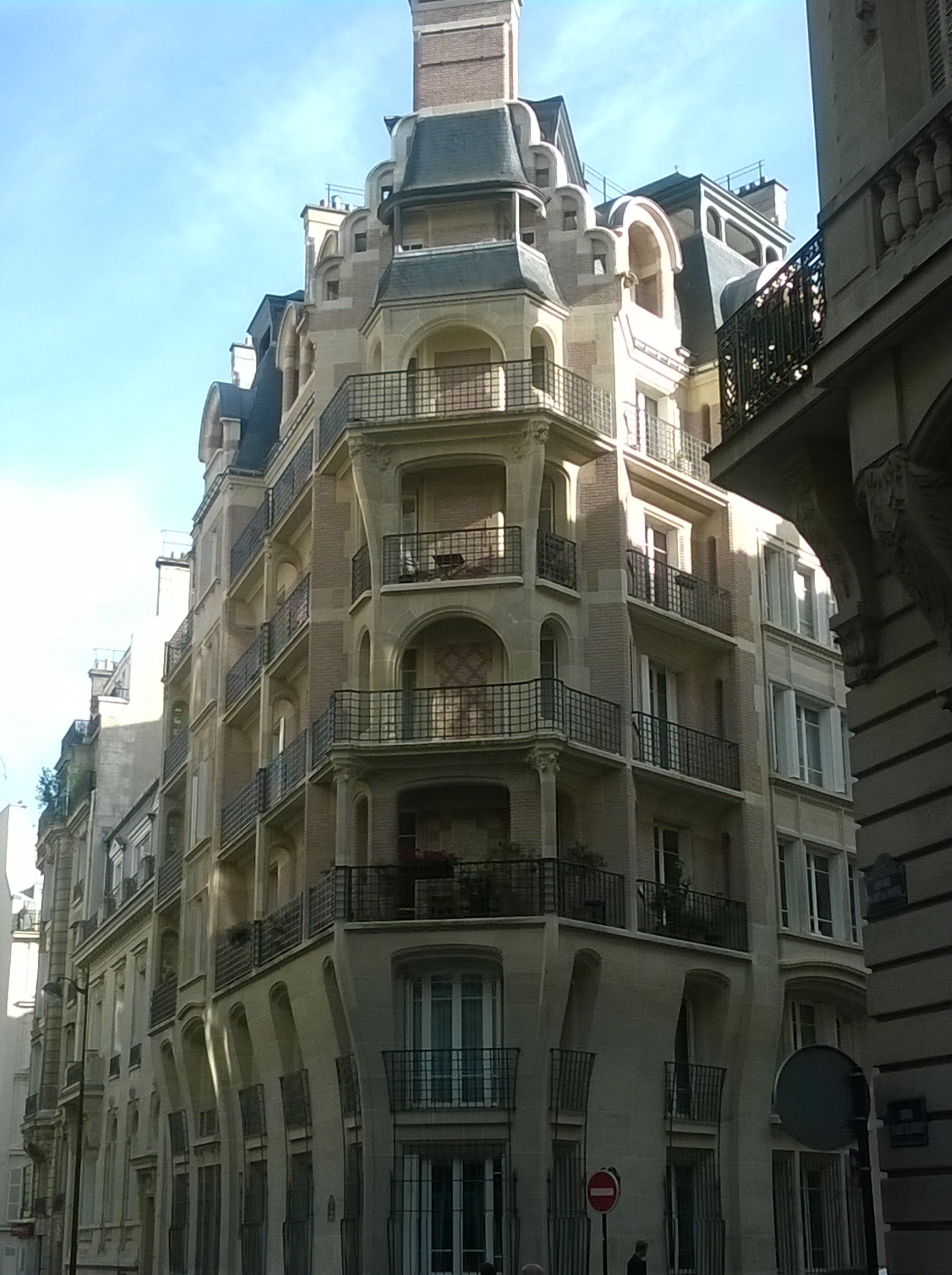
Les deux façades sur la rue.

La rue aurait dû être l'une des voies radiales du nouveau quartier dénommé Ferdinanville, qui fut fondé par des promoteurs, peu après la mise en service de la nouvelle église des Ternes en 1847.
L'opération Ferdinandville initiale fut un fiasco et ne connaîtra le succès que bien des années plus tard. Le plan du pâté de maisons montre que les promoteurs eurent du mal à organiser la symétrie et la coordination des voies et des constructions initialement prévues.
La rue Villaret-de-Joyeuse fut ouverte sous sa dénomination actuelle en 1901 par les soins de la marquise de Villaret de Joyeuse, descendante de l'amiral, qui habita au no 1 à partir de 1903.
L'impasse Villaret-de-Joyeuse ne fut lotie qu'en 1925, elle n'est ni alignée ni communicante avec la cité Férembach, sa quasi vis-à-vis, également en impasse, mais lotie dès 1891.  

## Bâtiments remarquables et lieux de mémoire
- No 9 : lycée de l'École internationale bilingue.
- Tristan Bernard (1866-1947) y a vécu jusqu'en 1940 ou 1941, date de son départ pour Cannes.

### Les automobiles Le Zèbre

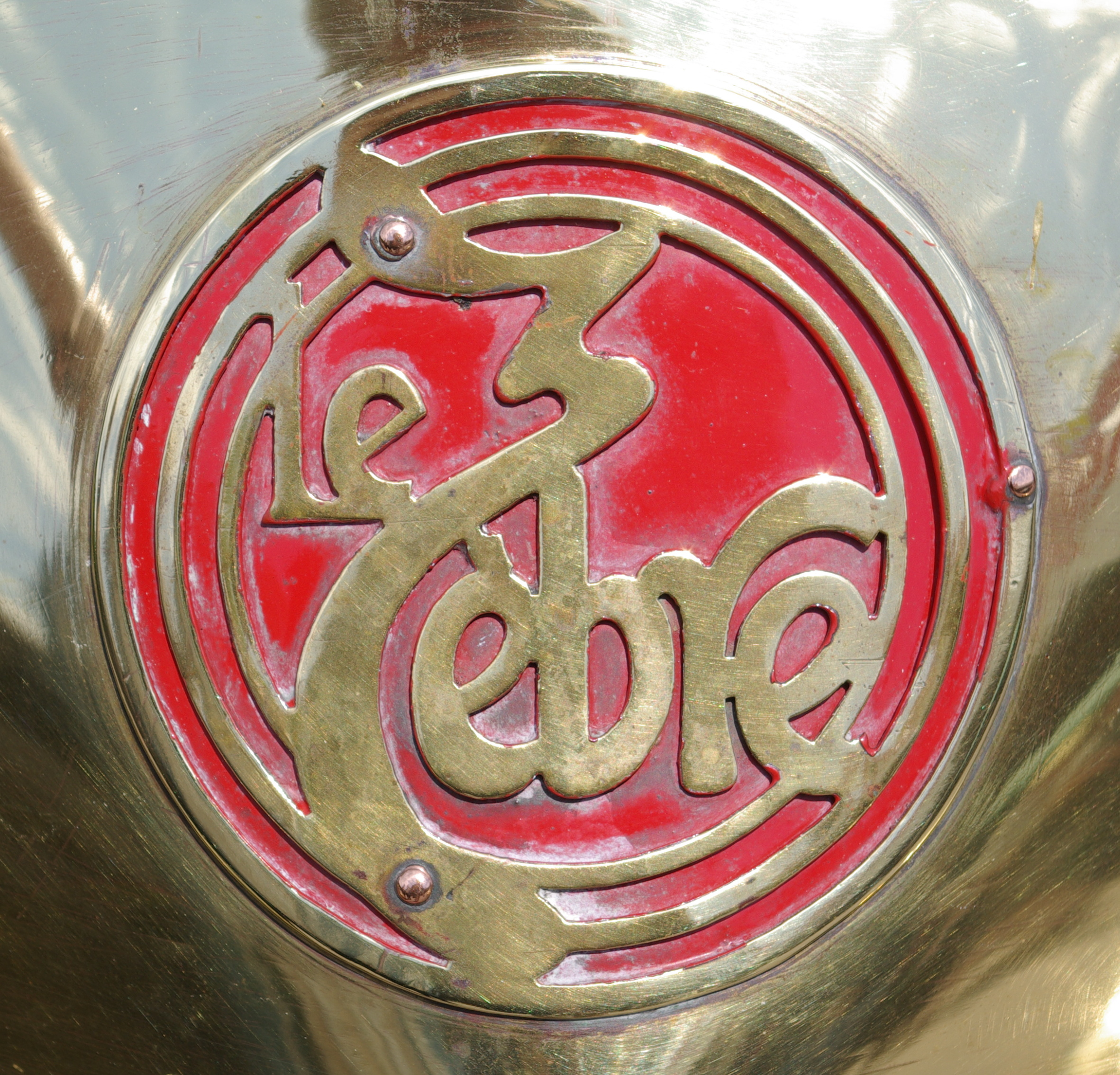
Logo de la marque.
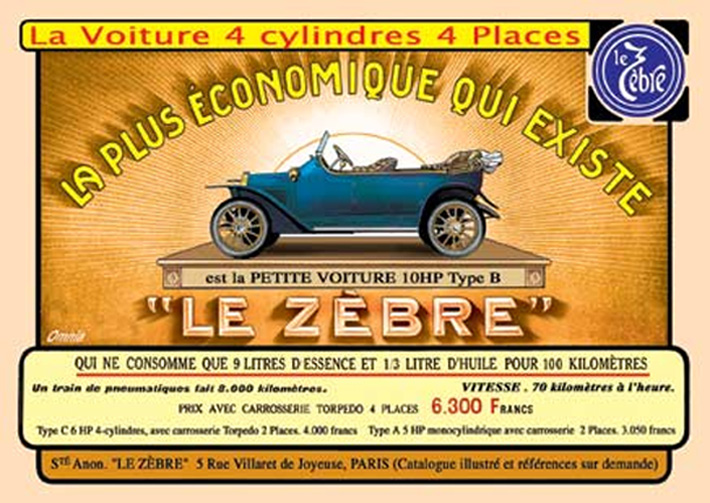
Rue Villaret-de-Joyeuse, publicité pour les automobiles Le Zèbre.
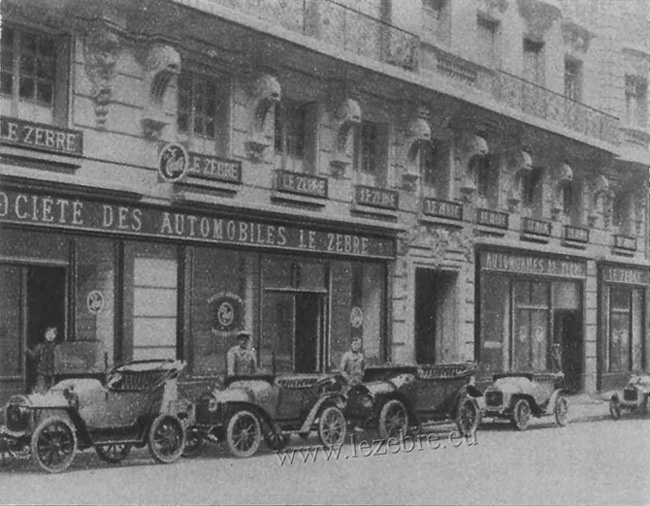
Rue Villaret-de-Joyeuse, siège des automobiles Le Zèbre.

À partir de 1912, le siège social de la société Le Zèbre (initialement établi au no 6 de la rue Denis-Poisson voisine) s’agrandira et sera établi aux nos 1, 3 et 5  de la rue Villaret-de-Joyeuse. 
Fondée vers novembre 1909 par Jules Salomon avec Georges Richard, la société Le Zèbre était un constructeur automobile français connu pour ses petites voitures économiques et robustes.
Sa publicité de choc était : « Le Zèbre va 3 fois plus vite que le cheval et mange 3 fois moins ! »
En 1917, les deux fondateurs de la société se séparent. Jules Salomon quitte la société et rencontre André Citroën, alors directeur général chez Mors. Jacques Bizet quittera également la société quelque temps plus tard et la société connait des problèmes. Une tentative de renouveau a lieu en 1924, mais après plusieurs échecs, la société met un terme à ses activités en 1931.